# Simulium piperi
Simulium piperi is een muggensoort uit de familie van de kriebelmuggen (Simuliidae). De wetenschappelijke naam van de soort is voor het eerst geldig gepubliceerd in 1927 door Dyar and Shannon.